# Vincetoxicum sakaianum
Vincetoxicum sakaianum är en oleanderväxtart som först beskrevs av Masaji Masazi Honda, och fick sitt nu gällande namn av Kitagawa. Vincetoxicum sakaianum ingår i släktet tulkörter, och familjen oleanderväxter. Inga underarter finns listade i Catalogue of Life.